# Tamara Toumanova
Tamara Vladímirovna Tumànova, rus: Тама́ра Влади́мировна Тума́нова, coneguda habitualment com a Tamara Toumanova (Tiumén, 2 de març de 1919 - Santa Monica, 29 de maig de 1996) va ser una ballarina i actriu estatunidenca d'origen rus.

## Biografia
Nasqué com a Tamara Vladímirovna Khassídovitx a Tiumén, Rússia. Els seus pares eren d'origen georgià o armeni.
L'artista va néixer en un tren mentre la seva mare deixava Geòrgia a la cerca del seu marit, del qual havia hagut de separar-se l'any previ a la Revolució russa de 1917. Quan els seus pares van poder reunir-se de nou, Tamara tenia 18 mesos d'edat.
La família va escapar de Rússia a Xangai, Xina, on van viure un any, anant després al Caire, Egipte. Després de passar un temps en camps de refugiats, van poder assentar-se a París, França, on hi havia una àmplia comunitat d'emigrats russos. Allí Tamara va rebre lliçons de piano i va estudiar ballet amb Olga Preobrajenska.
Tumànova va debutar en l'Òpera de París als deu anys, participant en el ballet infantil L'Éventail de Jeanne. George Balanchine la va veure fent classes de ballet i la va portar al Ballet Rus de Montecarlo de Wassily de Basil, sent una de les tres artistes conegudes com les "Baby Ballerinas". A més, va ser cridada "La Perla Negra del Ballet Rus." Balanchine coreografió para Tumánova papers en els ballets Cotillon, Concurrence, Le Bourgeois Gentilhomme, i Le Palais de Crystal (posteriorment retitulat Simfonia en Do) en 1947, en l'Òpera de París.
Léonide Massine també va treballar amb Tumánova en molts dels seus ballets. Així va ser Top en Jeux d'Enfants.

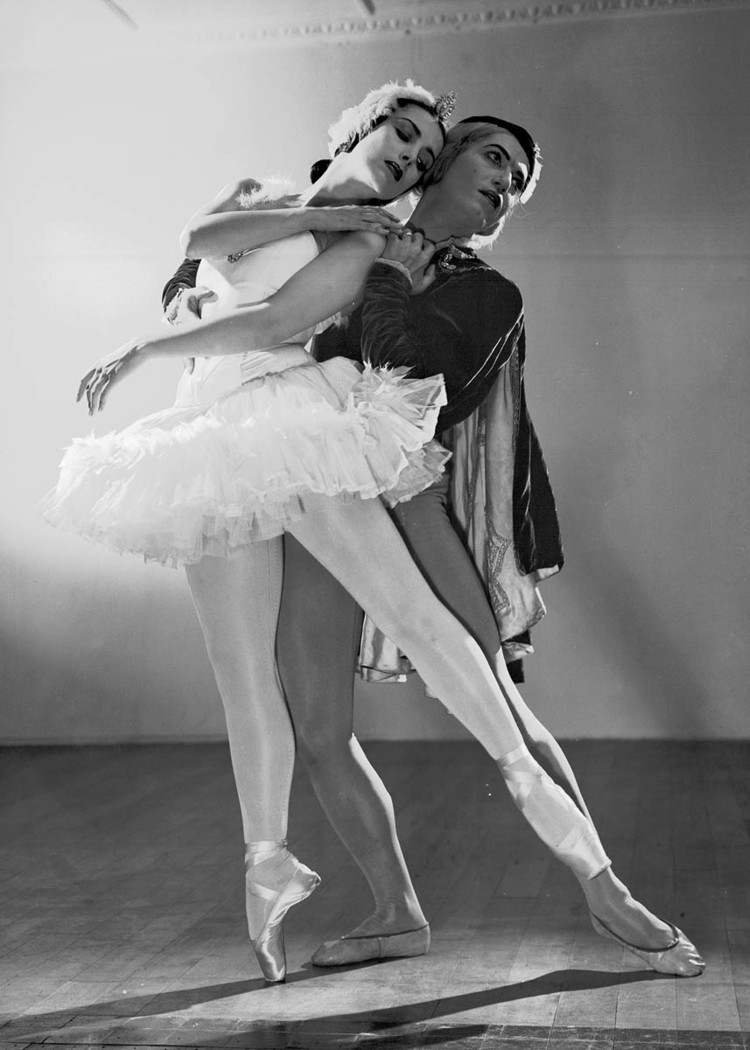
Tumánova i Serge Lifar en El llac dels cignes.

En 1936, mentre Tumànova ballava a Chicago, un noi de 16 anys anomenat Burr Tillstrom va ser a veure-la actuar. Després del ballet, Tillstrom va ser a bambolines i es va presentar a l'artista. Tumánova i Tillstrom van arribar a fer-se amics i, un temps més tard, Tillstrom li va ensenyar la seva marioneta favorita fabricada per ell. La ballarina, sorpresa, va exclamar "Kukla," i Burr Tillstrom va crear un xou televisiu infantil en 1947 amb el títol de Kukla, Fran and Ollie.
Als Estats Units Tumànova va actuar al cinema. Així, va intervenir en els films La vida privada de Sherlock Holmes, Tonight We Sing (en el paper d'Anna Pàvlova), Deep in My Heart, Days of Glory, i la pel·lícula d'Alfred Hitchcock Cortina esquinçada.
En 1944 es va casar amb el productor i guionista cinematogràfic Casey Robinson, de qui es va divorciar més endavant.
Tamara Tumànova va morir en Santa Mónica (Califòrnia) en 1996. Tenia 77 anys. Va ser enterrada en el Cementiri Hollywood Forever de Los Angeles, Califòrnia.